# Cola rostrata
Cola rostrata är en malvaväxtart som beskrevs av Karl Moritz Schumann. Cola rostrata ingår i släktet Cola och familjen malvaväxter. Inga underarter finns listade i Catalogue of Life.